# Кибальчич Микола Іванович
Мико́ла Іва́нович Киба́льчич (19 (31) жовтня 1853, Короп, Чернігівська губернія — 3 (15) квітня 1881, Санкт-Петербург) — український винахідник і революціонер-народник. Автор схеми першого у світі реактивного літального апарата. Страчений за замах на імператора Олександра II. Дід головного маршала авіації СРСР О. Є. Голованова.

## Життєпис
Народився Микола Іванович Кибальчич 31 жовтня 1853 року в родині Івана Йосиповича Кибальчича, священника сербського походження, та Варвари Максимівни Іваницької. Микола був наймолодшим із 6 дітей Івана і Варвари. Підліток пішов на серйозний конфлікт із батьком-священиком, покинув духовну семінарію у Чернігові і вступив до гімназії Новгорода-Сіверського, яку закінчив зі срібною медаллю. Там хлопчик і захопився хімією, за що навіть одержав прізвисько «Миколка-піротехнік». Це привело його спочатку в Петербурзький інститут інженерів шляхів сполучення (1871—1873). Не закінчивши його, він перейшов у Медично-хірургічну академію. Тут Кибальчич і познайомився з народовольцями та їхніми ідеями. 1875 року за зберігання нелегальної літератури був заарештований і майже три роки провів у Лук'янівській в'язниці у Києві, після чого його випустили під нагляд поліції.

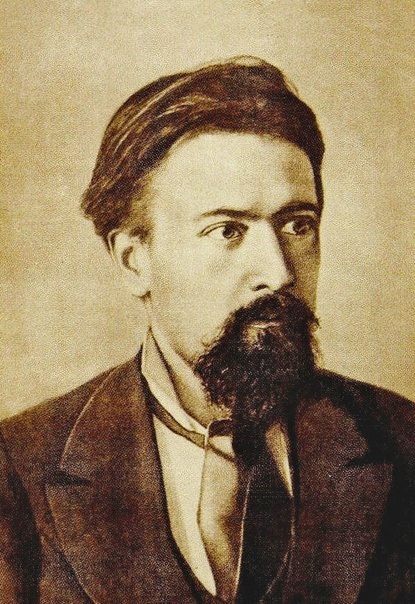
Микола Кибальчич

Ще за часів навчання у Новгород-Сіверській гімназії, спілкуючись зі своїм дядьком, Микола познайомився із народницькими ідеями. В умовах заборони продовжити освіту він обрав шлях революціонера-підпільника.
Український бібліограф і літературознавець Дмитро Сильчевський так згадував про Кибальчича:
|  | У Новгород-Сіверській гімназії Кибальчич у 6-му і 7-му (останньому) класі був незмінно першим учнем і особливо дивував усіх своїх товаришів, навіть учителів, своїми дивовижними математичними здібностями. |

Згодом Кибальчич працює в підпільних друкарнях, і у так званих «пекельних лабораторіях», де виготовляли вибухівку і зброю для терористичних актів. Там і проявився його неабиякий талант хіміка і винахідника. Микола навчився у домашніх умовах робити нітрогліцерин і динаміт. Навіть більше — він поліпшив їх якість. Динаміт Кибальчича за своїми характеристиками перевершував динаміт його винахідника — шведа Нобеля. Крім того, він створив рецепт унікальної фарби для підпільних друкарень народовольців[джерело?].
Кибальчич також написав одну з найважливіших в народовольчій публіцистиці теоретичну статтю — «Политическая революция и экономический вопрос» (газ. «Народная воля», 5 лютого 1881 року).
На імператора Олександра II «Визволителя» терористи-народовольці здійснили шість замахів. Увійшовши до складу терористичної групи Андрія Желябова, Кибальчич проаналізував помилки попередніх замахів і вирішив створити бомбу, якій би не було рівних. Царські генерали пізніше назвуть її справжнім дивом і новим словом у вибухотехніці. По суті, вона стала прообразом сучасної гранати. Подібних зразків у той час техніка Європи ще не знала.
Під час останнього замаху на царя 1 березня 1881 року вирішальну роль зіграла «забійна сила» бомби, створеної Кибальчичем. Однак після цього прожити на свободі талановитому винахіднику вдалося недовго — його заарештували через сімнадцять днів після теракту.
Кибальчич був відданий до суду разом з Желябовим, Перовською, Рисаковим та Михайловим і страчений 3 квітня 1881 року. Помилування Кибальчич не просив.

## Проєкт реактивного літального апарата
У камері, за кілька днів до страти, Микола розробив проєкт реактивного літального апарата. У проєкті Кибальчич розглянув пристрій порохового ракетного двигуна, керування польотом шляхом зміни кута нахилу двигуна, програмний режим горіння, забезпечення стійкості апарата тощо. Схему апарата арештант надряпав уламком ґудзика на стіні каземату, але згодом він переніс проєкт на папір.
Миколі Кибальчичу вдалося передати папери з розробленим проєктом адвокату. Однак їх вилучила царська «охранка», долучила їх до справи і відправила у спецархіви таємної канцелярії. Тут вони пролежали до Жовтневого перевороту 1917 року.
Вперше їх опубліковано 1918 року в журналі «Былое», № 4—5. В проєкті Кибальчич обґрунтував вибір робочого тіла і джерела енергії апарата, висунув ідею про можливість застосування броньованого пороху для реактивного двигуна і про необхідність забезпечення програмованого режиму горіння пороху, розробив пристрої для подачі палива і регулювання, способи запалювання. Подачу порохових шашок в камеру згоряння Кибальчич планував забезпечувати за допомогою автоматичних годинникових механізмів. Досліджуючи питання щодо стійкості польоту, Кибальчич зазначив, що стабілізація апарата може проводитися як відповідним розподілом мас, так і за допомогою крил-стабілізаторів. В проєкті досліджене питання про гальмування апарата при спуску. В кінці пояснювальної записки Кибальчич виказав думку про те, що успіх у вирішенні проблеми залежить від вибору співвідношення між масою корисного вантажу, габаритами порохових шашок і геометричними розмірами камери згорання двигунів.

## Пам'ять

Пам'ятник Миколі Кибальчичу у Коропі.

Рідним «царевбивці» Кибальчича було запропоновано змінити прізвище, однак вони відмовилися. Сім'я винахідника зазнала шквалу репресій. Усіх юнаків з їхньої родини виключили з навчальних закладів і відправили в солдати. Через півроку, не витримавши потрясіння і переслідувань, померли сестра і брат народовольця. Буря не обійшла і земляків Кибальчича: указом сина убитого царя містечку Короп було заборонено розбудовуватися, а самим коропчанам наказано побудувати церкву і все життя замолювати гріх земляка.
За радянської влади у Коропі був встановлений пам'ятник та відкритий краєзнавчий музей, який розташовується у реконструйованому будинку, де проживав Кибальчич. У селищі іменем Кибальчича були названі площа, провулок та вулиця у центрі.
У Києві ім'ям Кибальчича був названий житловий масив та вулиця. Також його іменем були названі вулиці у Москві, Львові, Житомирі, Чернігові, Запоріжжі, Калузі та інших населених пунктах колишнього СРСР.
Ім'ям Кибальчича названий кратер на зворотному боці Місяця.
Політик Лев Дейч так описував Кибальчича у своїх спогадах:
|           | <...> Але особливо оптимістом він був у ставленні до людей. Про всіх, з ким він близько стикався, він був доброї думки! Хоча й не звеличував нікого до небес, не приходив ні від кого в особливий захват. Він з усіма у в'язниці — як згодом на волі — був однаково добрим, рівним, з усіма жив у мирі (нас було у в'язниці людей приблизно 20). Я рішуче не знаю випадку, щоб він із ким-небудь серйозно посперечався, посварився, і думаю, за все його життя з ним не було такого випадку. Завжди спокійний, поступливий... <...> |
| — Л. Дейч | |